# Rancho Mazati

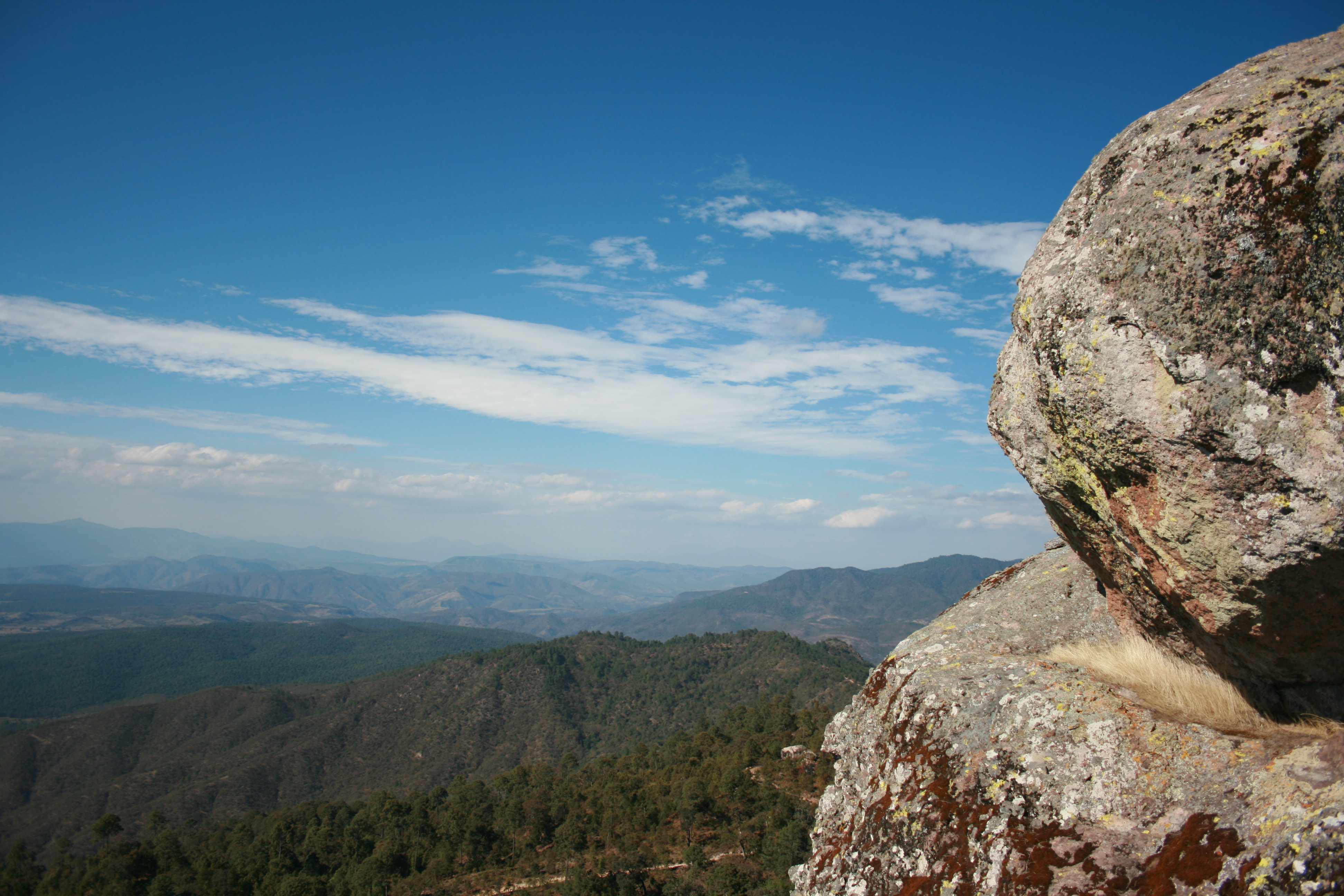
Fraile gordo Rock

Mazati Reserve es un desarrollo ecológico con cerca de tres mil hectáreas de ecosistema de montaña, recuperado por medio de proyectos de desarrollo sustentable, donde se puede apreciar un  bosque de coníferas, encinos, robles y madroños. Además de contar con escurrimientos de cuerpos de agua, es abundante y diverso en fauna.
Ofrece de 2,753 hectáreas de terrenos campestres, ideales para construir cabaña eco sustentable. Ubicado en el corazón de la Ruta de La Montaña de Jalisco con una posición privilegiada por tener en sus inmediaciones al Pueblo Mágico de Tapalpa y la Villa Minera de Chiquilistlán. Además de ofrecer acceso exclusivo a un parque de naturaleza de más de 1,000 hectáreas para que realices las actividades al aire libre que más te gustan. Todo lo anterior orientado a la sana convivencia con el bosque, asegurando su preservación y sano crecimiento.

## Toponimia
MAZATI es una adecuación de la palabra de origen náhuatl “mazatsintli”, que significa “venadito” y se simplificó solo con una “i” para tratar de mezclarlo con nuestra cultura castellana.

## Ubicación

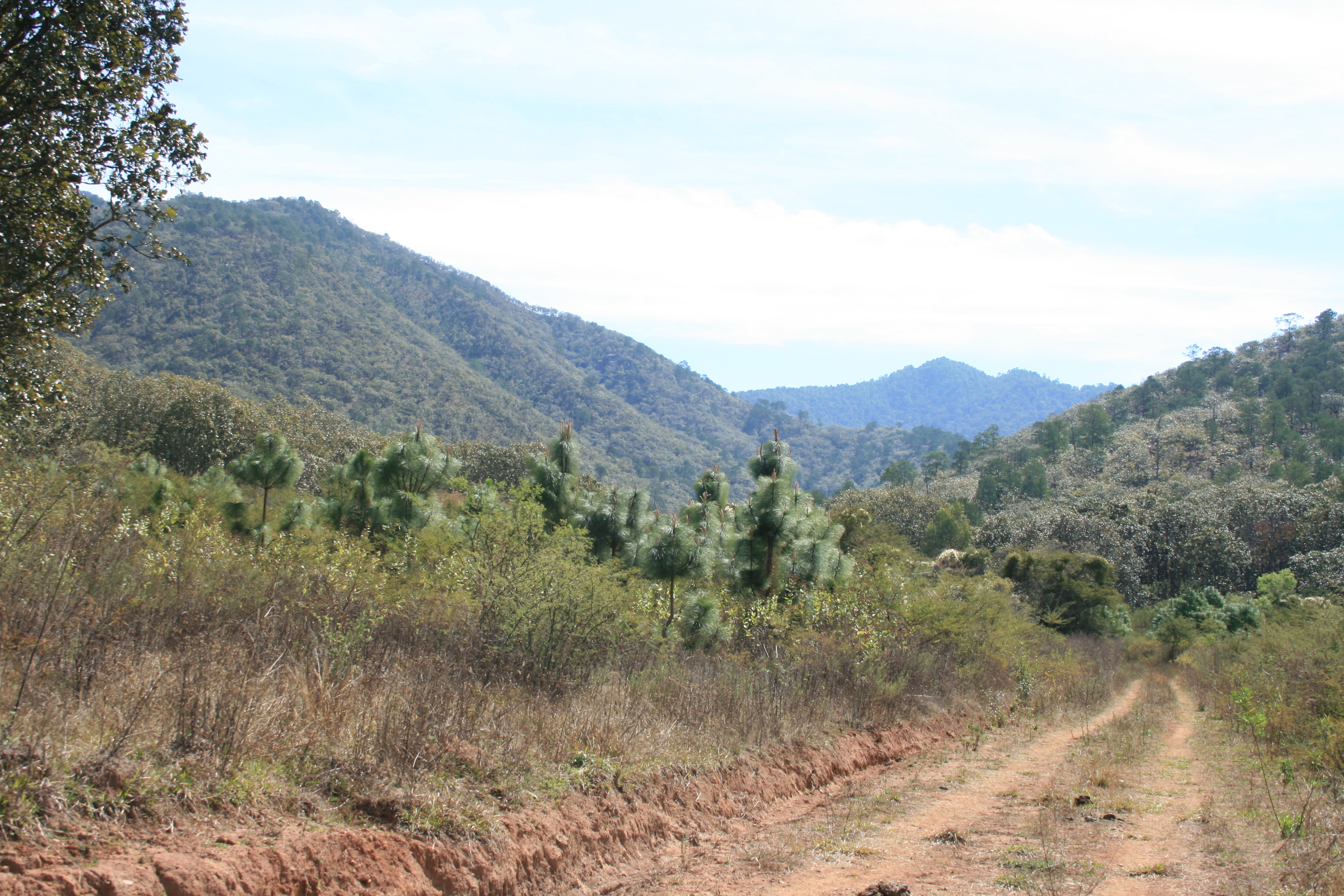
Dirt Road

Se encuentra al sur del Estado de Jalisco, México. Entre los municipios de Tapalpa y Chiquilistlán, al sur de Atemajac de Brizuela; a 9 kilómetros del pueblo mágico de Tapalpa y a una distancia de 132 kilómetros de la Ciudad de Guadalajara.

## Clima
Templado subhúmedo con lluvias de verano y una precipitación anual 890 milímetros, con una temperatura media anual de 16 °C.
Según la clasificación de Koppen, modificada por Enriqueta García, Mazati Reserve se ubica en el tipo de clima: A (WO) (W), que se describe como grupo de climas templados.

## Hidrología
Por su elevación y pendientes, Mazati Reserve, cuenta con un arroyos y cauces naturales, algunos intermitentes en temporada de lluvias, de junio a septiembre. La precipitación media anual en el terreno es de 889 milímetros y equivale a 32 millones de metros cúbicos de captación pluvial, esto es equivalente a un flujo de mil litros por segundo de agua limpia.

## Suelos y Relieve

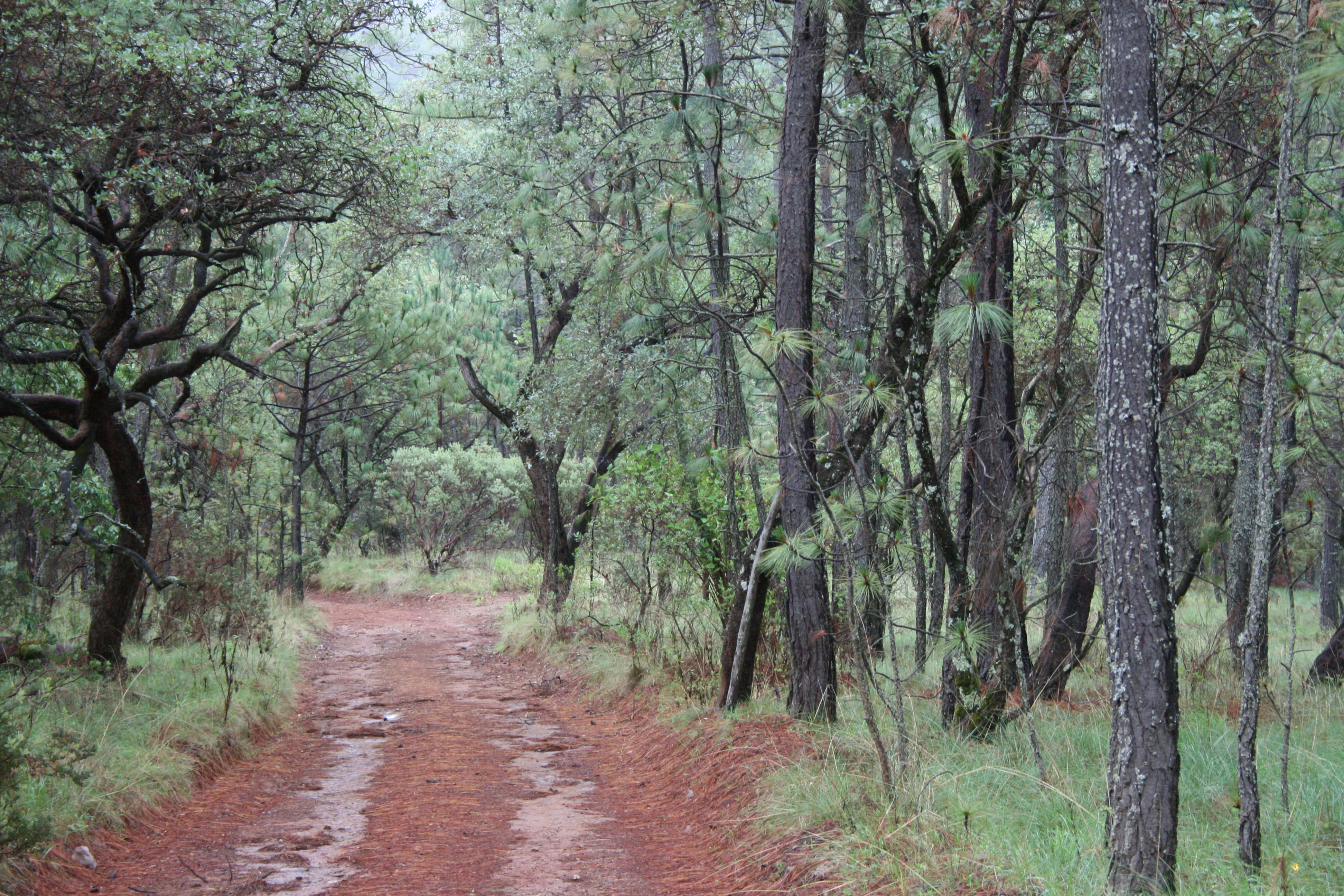
Mud Route

En cuanto a topografía, Mazati Reserve tiene lomeríos altos con laderas prolongadas y pendientes variables de 10 a 30 por ciento y una altitud de 1,850 a 2,700 m s. n. m.  Dentro de Mazati destacan sitios de interés, entre ellos, Las Piedras Agujereadas, Los Frailes, Piedra del Tejón, el volcán La Lima, el cerro El Campanario, el cerro El Chichimeco, la meseta Del Pastor y los Saltos de agua.

## Flora

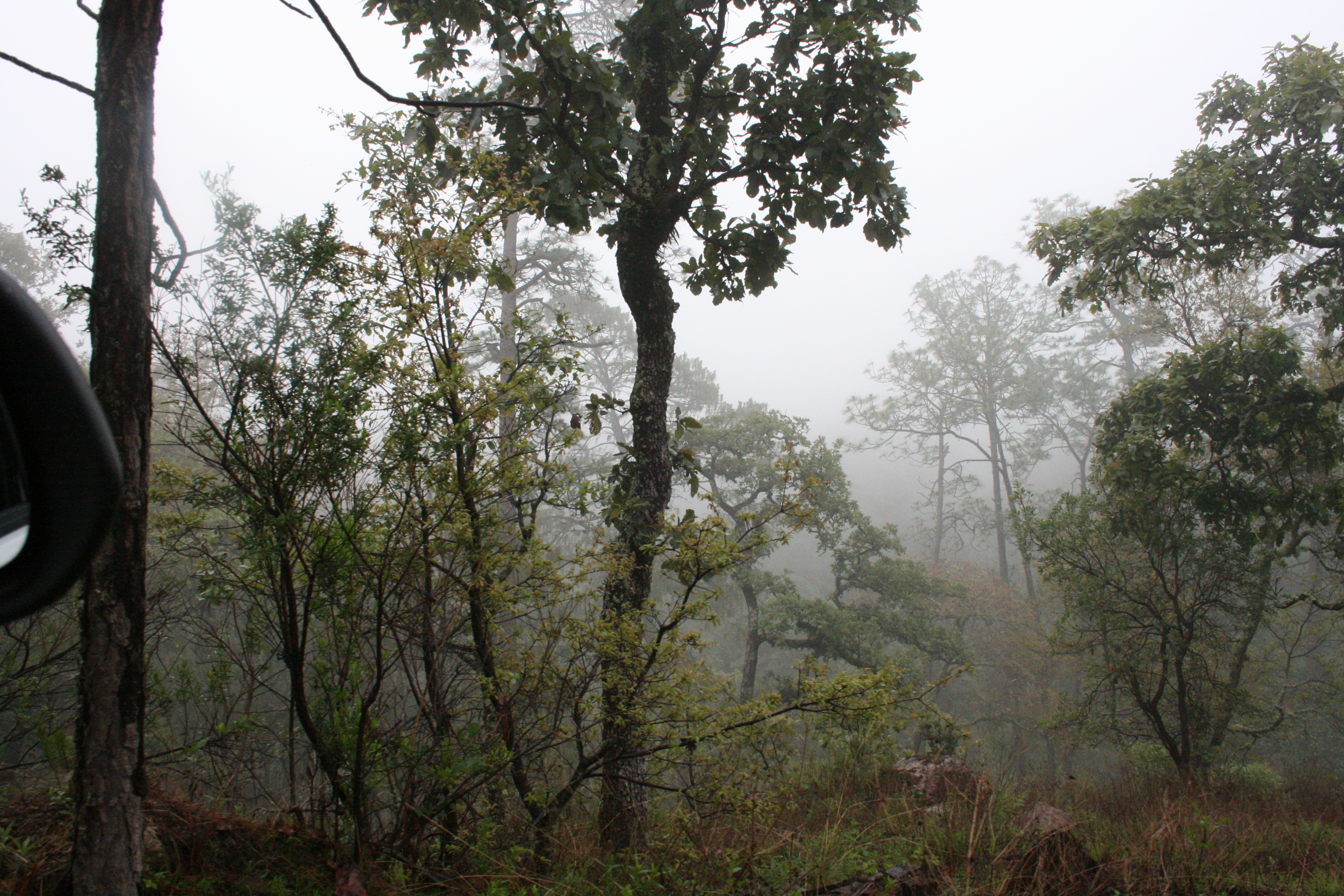
Foggy forest

Cuenta con una gran biodiversidad forestal y arbustiva así como vistas panorámicas de gran belleza. En su interior existen especies vegetales únicas en el mundo, como la Tilia Mexicana. Se estima que la superficie forestal cuenta con más de 150 mil metros cúbicos de madera, de los cuales el 62.0% está compuesto por diversas especies de pino, 32.0% de encino y 6.0% de madroño.
Se mantiene un intenso Programa de Manejo Forestal sustentable y rigurosas políticas de reforestación, cuidado y conservación para incrementar la densidad arborícola. La densidad de reforestación alcanza un valor de casi 300 árboles plantados por hectárea. Hasta el 2013, se han plantado más de 600 mil arbolitos.
Esta zona tiene 5 de los 28 árboles que producen germoplasma forestal a nivel estatal, por medio de un convenio realizado en el año 2007 con el Fideicomiso para la Administración del Programa de Desarrollo Forestal de Jalisco, o FIPRODEFO. El germoplasma forestal es cualquier parte o segmento de la vegetación forestal, capaz de originar un nuevo individuo mediante la reproducción sexual a través de semillas o asexual que incluye estacas, estaquillas, yemas, hijuelos, esquejes, bulbos, meristemes, entre otros.
Algunas especies de árboles que se distribuyen en Mazati Reserve son Pinus douglasiana, Pinus oocarpa, Pinus lumholtzii, Pinus devoniana, Quercus obtusata, Quercus magnolifolia, Quercus coccolobifolia, Quercus crassipes y Arbutus xalapensis.

## Fauna

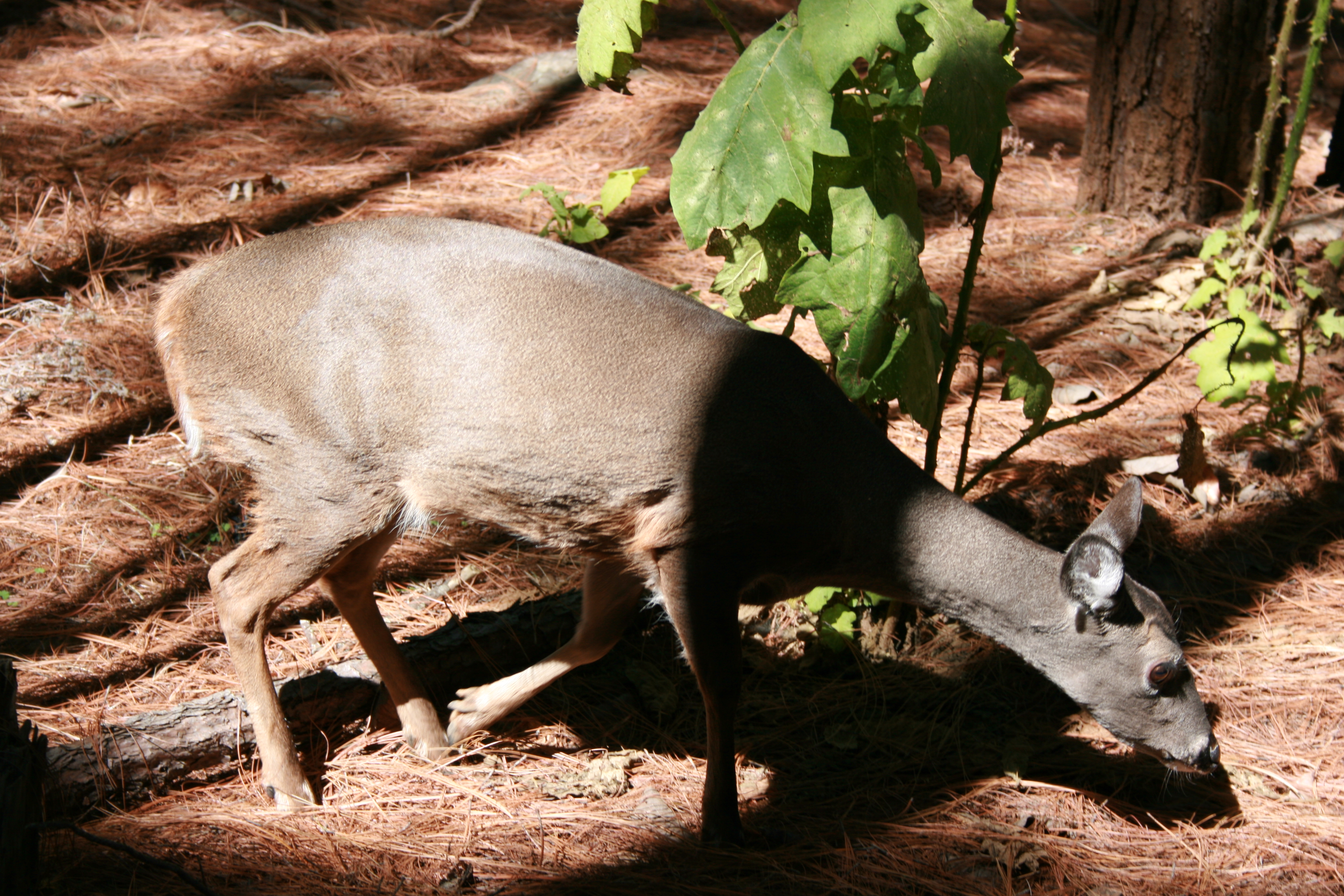
White tail deer

Cuenta con distintas especies endémicas de fauna como: el zorrillo, tejón, zorra gris, coyote, armadillo, conejo, venado cola blanca, puma, jabalí de collar y gato montés. Así como una diversidad de aves, jilguero, cuervo, carpintero dorsinegro, carpintero, paloma alas blancas, huilota, paloma, lechuza, correcaminos, codorniz y halcón cola roja.

## Preservación
Conservar y mejorar nuestro entorno es uno de los mayores retos de la humanidad, Mazati desde su fundación en 1994 crea un gran proyecto fundamentado en la sustentabilidad. Uno de los aspectos más importantes que le dan fuerza a nuestro proyecto, es la SILVICULTURA que en su propia esencia es el cuidado y REGENERACIÓN de los bosques. Principalmente nos enfocamos en la producción directa, que tiene que ver con la regulación del ciclo hidrológico y aumento de la biodiversidad.
El calentamiento Global es provocado principalmente por la emisión de gases como el CO2, esto cambiará cuando seamos parte de proyectos que generen energías limpias y renovables, creando una cultura que busque convertirnos en una mejor sociedad y tener apertura al conocimiento.
Mazati Reserve es un proyecto que además de generar un desarrollo sustentable, cuenta con una certificación a nivel federal conocida como M.I.A (Manifestación de Impacto Ambiental) una de las finalidades principales es aumentar la calidad de la salud humana considerando principalmente el medio ambiente.
Por más de 20 años nos hemos esforzado por convertir una sierra lastimada por taladores clandestinos, en una Sierra viva, devolviendo la densidad de su bosque y a especies que se encontraban extintas en la zona. Los sucesos nos hablan de un proceso de reforestación con más de medio millón de árboles plantados y la reintroducción de especies endémicas como el Venado Cola Blanca y el Guajolote Silvestre. 

Programa de manejo forestal.
Toda la superficie de bosque está gestionada con un Programa de Manejo Forestal Sustentable, pre-certificado en septiembre de 2013 por la CONAFOR.
El programa propicia el crecimiento de la masa forestal e impulsa la conservación de 2,400 hectáreas de bosque; además de preservar la Tilia Mexicana, una especie vegetal única.

Los propietarios en Mazati Reserve.
En Mazati Reserve creamos una comunidad decidida a aportar al cuidado del entorno para no comprometer el espacio de vida de nuestras futuras generaciones. Para ello es indispensable el uso de ecotecnologías en toda construcción en sus etapas de planeación, ejecución, operación y abandono; que garantizan el sano crecimiento del bosque.